# 置入性行銷
置入性行銷（Placement marketing，又名置入式行銷、植入式廣告 、间接宣传），或稱為產品置入（Product placement），是指刻意將行銷事物以巧妙的手法置入既存媒體，以期藉由既存媒體的曝光率來達成廣告效果。行銷事物和既存媒體不一定相關，一般閱聽人也不一定能察覺其為一種行銷手段。

## 定義
根據美國行銷學會對於廣告的定義，「置入性」具有四個條件：
1. 付費購買媒體版面或時間。
2. 訊息必須透過媒體擴散來展示與推銷。
3. 推銷標的物可為具體商品、服務或抽象觀念。
4. 明示廣告主。

最常見的置入性行銷為於電影或電視節目畫面中刻意置入特定靜態擺設道具或演員所用的商品，而要置入的商品必須付費給電影或電視節目製作單位；例如《007》系列電影中，男主角的手表、汽車。置入性行銷試圖在觀眾不經意、低涉入的情況下，減低觀眾對廣告的抗拒心理。不過行銷的太過火、太浮濫、太誇張的情形，會出現廣告化的歪曲現象。

## 例子
- 在電影或電視節目之中，場景會出現特定公司或其產品的實品、廣告看板及霓虹燈。
  - 置入性行銷也經常是在行銷有益的社會風氣，相關產業也會免費予以行銷：為了減少酒駕而建立的指定駕駛制度，其實是置入性行銷造成的，美國的影視產業為了降低酒駕死亡率，自願放入指定駕駛的情節，一些餐廳與酒館也給予指定駕駛優惠，有效的提高指定駕駛的接受度[3]。
  - 美國好萊塢的商業電影最常使用這種手法。如《關鍵報告》中就曾出現先鋒公司與豐田汽車公司的廣告招牌；《007》系列電影是置入性行銷資歷最久的商業電影，男主角左手腕配戴的歐米茄手錶、男主角駕駛的跑車等都是置入性行銷的工具；《變形金剛》裡面機器人們掃瞄的汽車也全部是贊助商的汽車。
  - 日本、臺灣與韓國的偶像劇，也常使用這種手法。由於偶像劇年齡層的觀眾通常消費能力都不差，對提供的廠商來說反而有助於商品的銷售。
    - 以台灣偶像劇為例，常見的是某劇的全體演員似乎獨愛某家品牌特定款式的手機；劇中人常會拿某牌子的飲料在喝；劇中人常會穿某些特定廠牌的衣服。也有偶像劇是行銷的旅遊地點的，吸引觀光客來旅遊。
    - 近來除了戲劇外，日本動畫《Code Geass 反叛的魯路修》和《黑之契約者》裡面也經常出現必勝客披薩而引起廣大動畫迷的討論。

  - 香港無綫電視的情境喜劇《高朋滿座》、《同事三分親》、《畢打自己人》及無綫與CCTV聯合製作的連續劇《歲月風雲》，皆被視為香港置入性行銷的代表者，幾乎每一個鏡頭都出現不同廣告商的產品。
  - 《天下無賊》中出現的大量廣告商標。
  - 特靈通電話和關鍵旅行社為《阿郎的故事》的贊助商，阿郎駕駛泥頭車時，車內的收音機亦有播放這兩個商號的廣告。
  - 1980年代起，三菱汽車為成龍電影的贊助商，他在電影中駕駛的車子都是由三菱汽車提供。
  - 由於PUMA是贊助商，香港電影《少林足球》中出現的大量PUMA的商標，像衣服、鞋子，甚至足球場景，都看得到PUMA豹型蹤影，是成功的例子。[4]
  - 在宣導牙齒保健，預防蛀牙的衛教節目中，順帶提到某品牌的牙刷或牙膏的效果最好。

- 台灣媒體常見針對政治人物及特定陣營支持者進行置入性行銷：利用各種手段（包括造假）將其形象轉為正面或將政敵形象增加負面印象。而其真正原因媒體缺乏專業，因此配合其政治傾向扭曲甚至造假，造成置入性行銷的效果。
  - 在新聞用語上的例子：多數華文媒體在報導時會有好事歸華人、壞事說台裔的情況（例如同一個人要是沒出事、報導都說是華裔，他一犯罪後的報導都說他是台裔;也偶見相反的情況，依媒體立場而定）。一個知名的例子：談到李遠哲獲得諾貝爾獎及其科學成就，華文媒體經常冠之為「華人」「炎黃子孫」[5][6]，而李遠哲對政治的意見與社會參與經常被貶為「台獨思想」。[原創研究？][有关吗?]
  - 若是低知名度的民意代表傳出醜聞或開記者會，可以發現媒體會依照其意識型態決定是否報導其黨籍；而若地方政府闖禍、且地方政府與中央政府黨籍不同，部分媒體會直接譴責「政府」而非地方政府，有時中央政府闖禍，這些媒體也可以藉由報導來卸責至地方政府，以達到攻擊敵對政黨的效果。

- 政府為宣導政令或宣傳自己的正面形象，委託電視台在其節目內，提到或演出所要宣導的內容。
  - 在臺灣，各級政府及電視台都喜歡玩置入性行銷（而且不論政府首長及電視台的顏色，媒體為敵對陣營的地方首長量身訂製專題報導，以行銷政績的例子也很常見）；民進黨的政府首長也會給親藍媒體許多廣告經費，反之亦然。
  - 政府的廣告集置入性行銷經費已經是臺灣媒體的重大收入來源。
  - 政府付費給媒體置入性行銷內容若是單純的宣導禁菸衛生安全反詐騙等，幾乎被認為是合乎道德，但是如果宣傳錯誤政策或替政治人物做廣告、會被認為是媒體及政治亂象，如果置入性行銷手段較差，也會被認為浪費公帑。
  - 不僅僅是政府為宣導政令而使用的置入性行銷，有時候連政黨也會在支持的電視台進行置入性行銷，例如增加特定候選人的正面報導或替其美化負面新聞。

## 節目廣告化
- 在臺灣，置入性行銷還有一種形式，就是節目廣告化。
- 2001年5月30日，中華民國行政院新聞局公布《節目廣告化或廣告節目化認定原則》[7]，以16條原則來認定一個節目是不是節目廣告化之節目。
- 除了《節目廣告化或廣告節目化認定原則》所列舉者之外，節目廣告化之節目還有下列特性：
  - 在不同的電視台經營的兩個以上的商業電視頻道中播放。
  - 在各電視頻道的正規節目時段中播出。
  - 都是外製的節目。
  - 內容以強調減肥、瘦身、美容、養生、保健為主。
  - 內容有誇大不實的嫌疑。
  - 有時會換名稱規避審查，但內容與上個節目完全一樣。
- 在臺灣，曾經播出的節目廣告化之節目有《美麗俏佳人》、《美麗搜查線》、《花草瘦翻天》、《佳人曲線密碼》、《世界第一等》、《神奇的巴西蘑菇》、《健康諾貝爾》、《美麗部落格》、《長壽密碼大公開》、《中醫世界》、《中醫智多星》、《冰冰好生活》、《樂活密碼》、《樂活勁行式》、《資訊特區》、《不可不知的事》、《全民健檢》、《康健生活》等，這些節目多半會在有線與無線頻道播出，其中不乏曾經被主管單位開罰者，例如《花草瘦翻天》、《健康老實說》等。

中国大陆多家电视台也因节目广告化被罚款。

## 評價
- 台灣媒體觀察教育基金會董事長管中祥認為：「國家透過置入性行銷來傳達政令，並不是什麼罪大惡極的事，有時某些資訊的確得透過此種方式較易傳達；但重要的是，臺灣是不是有公共的媒體空間，讓不同立場者在沒有政治壓力及經濟負擔的情況下，能夠對政府宣傳進行批判與檢視。否則，手無寸鐵的小老百姓只能面對有錢有勢的政府或政黨柔性的資訊轟炸，不僅不對等，而且悲情。」他認為，政府的置入性行銷是一種另類的「管制新聞」手法。
- 《麥胖報告》的導演摩根·斯珀洛克曾拍攝紀錄片《電影賣最大（英语：POM Wonderful Presents: The Greatest Movie Ever Sold）》探討這一現象。

### 引用
1. ↑   (PDF).   [2018-06-04]. （原始内容存档 (PDF)于2020-06-21）.
2. ↑   (PDF).   [2022-07-25]. （原始内容存档 (PDF)于2022-06-17）.
3. ↑  若愚Ｊ. .   [2014-07-31]. （原始内容存档于2020-12-13）.
4. ↑  .   [2008-03-21]. （原始内容存档于2005-11-23）.
5. ↑  .   [2012-03-25]. （原始内容存档于2015-06-05）.
6. ↑  .   [2016-05-18]. （原始内容存档于2017-03-05）.
7. ↑  .   [2018-04-12]. 原始内容存档于2007-09-29.
8. ↑  . 吉林省人民政府. 2022年12月26日  [2023年3月27日]. （原始内容存档于2023年3月27日）.
9. ↑  .   [2010-02-26]. （原始内容存档于2009-09-22）.